# Ademir (ur. 1995)
Ademir da Silva Santos Júnior (ur. 16 lutego 1995 w São Paulo) – brazylijski piłkarz występujący na pozycji skrzydłowego, od 2023 roku zawodnik Bahii.